# 港人首次置業計劃

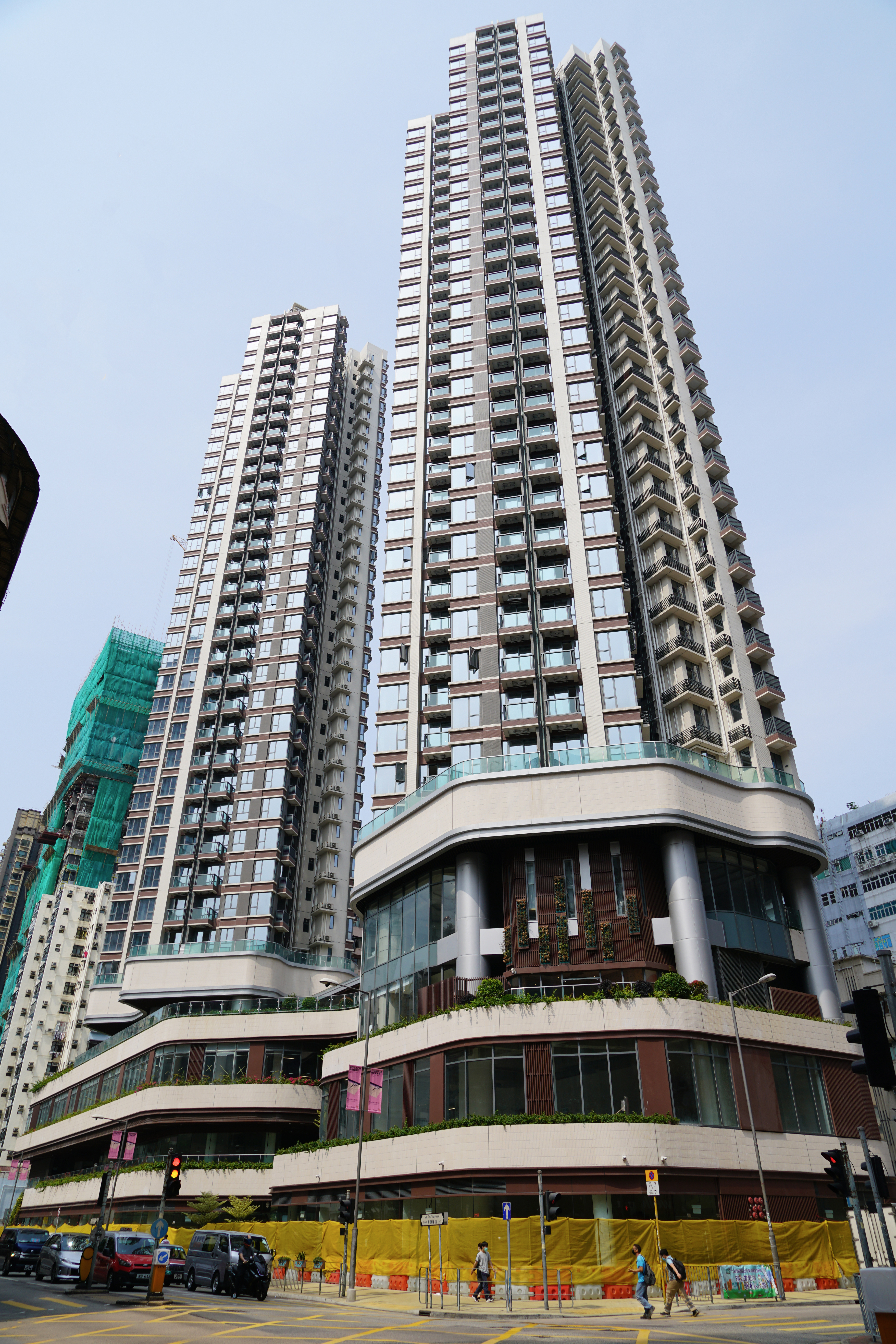
位於紅磡的煥然懿居為首個港人首次置業計劃屋苑。

港人首次置業計劃（英語："Starter Homes" Pilot Scheme for Hong Kong Residents），又稱港人首置上車盤，由香港行政長官林鄭月娥於2017年提出並實行的房屋政策。計劃為無法負擔購買私人住宅、不合資格購買居屋且未曾擁有物業的香港市民，提供低於市價的住宅物業。類似計劃為曾推出但已取消的夾心階層住屋計劃。

## 申請資格
港人首次上車盤只容許未曾在香港擁有任何住宅物業且年滿18歲的香港永久性居民申請，代表買須在香港居住滿7年。同時，申請人須符合入息及資產限額，限額定於高於居屋白表申請者入息和資產限額的三成，如低於下限將不合資格申請。

## 定價機制
港人首置上車盤的折扣率定於居屋計劃之上。 首個港人首置上車盤的折扣率為市價62折，但安達臣道項目則為市價8折。

## 選址
- 市區重建局煥然懿居項目（紅磡鶴園街8號）

煥然懿居分兩期發展。一期提供450個住宅單位，單位面積介乎260至507平方呎，實用呎價11,690至13,970元，售價為314至661萬元。2020年11月推出的貨尾單位則售355至798萬元。二期設有260伙，市建局計劃提早至2023年發售。
- 市區重建局和平民屋宇有限公司大坑西邨重建項目

施政報告2020年提到，大坑西邨重建計劃提供3300個住宅單位，當中約2000個住宅單位為首置盤。
- 長實集團安達臣道項目 [6]

安達臣道項目設有發展限制，政府規定發展商須要提供1000個首置計劃單位，其餘則作私人住宅單位。住宅單位必須以現樓形式出售，單位面積需要介乎250至500平方呎，各類單位數目亦設立比例限制。
- 油柑頭項目[8]

## 轉讓限制

##### 煥然懿居
買家在簽署轉讓契約日期起計首五年內不得轉讓或出租。業主在五年後可以向市建局提出補價申請，補價後可轉讓或出租。市建局不會回購任何住宅單位。